# Rio de Janeiros historia
| Rio de Janeiro |
| --- |
| En panel med azulejos (målade kakelplattor), som visar grundandet av Rio de Janeiro. - Inledning – 8 000 f.Kr. (första nybyggarna), 1502 (portugisiska strandhugg), 1565 (stadens grundande) - Grundare – Estácio de Sá. - Senare nyckelår – 1763–1960 (huvudstad i Brasilien) |

Rio de Janeiros historia börjar 1502 med portugisernas rekognosering av kusten söder om deras koloniala centrum i Pernambuco. Men det var först när franska hugenotter på 1550-talet började slå sig ner i Guanabarabukten som portugiserna på allvar började intressera sig för denna del av Brasilien. Guvernören Mem de Sá i Salvador utrustade en armada med 26 fartyg och skickade sin systerson Estácio de Sá att driva bort fransmännen och grunda staden Sāo Sebastiāo de Rio de Janeiro. Rio de Janeiro grundades därmed år 1565.
Under delar av 1570-talet var Rio de Janeiro huvudstad i den portugisiska kolonin Brasilien. 1763 tog staden över den rollen permanent från Salvador. 1960 flyttades styret av Brasilien från Rio de Janeiro till det nybyggda Brasília i landets inre.

## Bakgrund

### Indianer
Forskare har räknat ut att Sydamerika har varit bebott i 10 000 år. Folkgrupper från Asien vandrade över Berings sund och hela vägen söderut till Sydamerika. Forskare har uppskattat att det fanns mellan en och tre miljoner så kallade indianer i Brasilien när Pedro Álvares Cabral anlände år 1500.
Senare sjöfarare fann två huvudgrupper indianer som levde vid kusten och i floddalarna. tupi-guaraní och tapuia. De var både språkligt och kulturellt ganska lika. Indianerna var jägare, fiskare, samlare och levde i små grupper. Längre in i landet fanns det jordbrukande stammar som kände till svedjebruket.

### Portugal
På 1400-talet var Portugal Europas ledande sjöfararnation. De hade förnyat skeppsbyggnadskonsten, hade de bästa kartograferna och utvecklat nya navigatoriska metoder och hjälpmedel. När de portugisiska kungarna skickade ut sina sjöfarare utöver världen hade de flera syften, dels ekonomisk vinning och dels att lyda påvens uppmaning att föra ut den katolska kristendomen. 
Vasco da Gama fann vägen till Indien runt Afrika och utmanade arabernas handelsmonopol på Österns rikedomar. Christofer Columbus försökte nå dessa rikedomar genom att segla västerut. 

### Tordesillasfördraget

Brasilien (1534)

Genom Tordesillasfördraget år 1494 under ledning av påven Alexander VI hade Portugal och Spanien delat upp världen mellan sig utmed en meridian cirka 1800 kilometer väster om ögruppen Kap Verde. Detta kom att omfatta östra delen av Brasilien, medan Spanien fick suverän rätt till alla länder väster om denna linje.

### Förläningar
För att finansiera kolonisering av nya länder utfärdade regenterna i Spanien och Portugal förläningar till personer eller organisationer som var villiga att satsa resurser för eventuella framtida vinster. En mindre del av vinsten skulle sedan återföras till respektive kungahus.

## Guanabarabukten koloniseras
År 1500 seglade en flotta om 13 skepp under befäl av Pedro Álvares Cabral ut från Lissabon för att befästa den handelsstation i Indien som Vasco da Gama hade upprättat. På grund av havsströmmar och sydostpassaden kom fartygen för långt åt väster och siktade land i Sydamerika. De fann en skyddad vik och döpte platsen till Porto Seguro. Fartygen seglade vidare, men ett förrådsfartyg under befäl av Gaspar de Lemos återvände till Lissabon, för att rapportera till kung Manuel I av Portugal.
Kungen ställde fartyg till förfogande och beordrade Gonçalo Coelho att utforska det nyupptäckta landet, som döptes till Santa Cruz. Den florentinske sjöfararen Amerigo Vespucci var gäst hos Manuel I och erbjöds att medfölja expeditionen. Fartyget återkom till Santa Cruz och följde sedan kusten söderut. Efter cirka två veckor fann de en stor bukt (Guanabarabukten). Eftersom det var den 1 januari 1502, döpte Vespucci området till Rio de Janeiro (januarifloden). Fartyget fortsatte därefter ner till Patagonien innan de var tvungna att återvända.

### Handelsstationer
Kung Manuel utfärdade år 1504 en förläning till affärsmannen Fernando Noronha i Lissabon med uppgift exploatera Bahia och att anlägga minst tre handelsplatser utmed kusten. Detta kustland kallades för ”Terra do Brasil” efter den värdefulla varan Bresiljatimmer. Det är ett hårt och rött träslag, bra för snickerier och ett färgämne, brasilin, kan utvinnas. Med hjälp av Coelho anlades en handelsplats vid Porto Seguro och en i Guanabarabukten 1508. Tre år senare kom den första lasten Bresiljtimmer till Lissabon och Noronha gjorde en mycket stor vinst.
Den 13 december 1519 ankrade fem spanska fartyg i Guanabarabukten: Trinidad, San Antonio, Concepción, Victoria och Santiago. Det var Fernão de Magalhães flotta som behövde proviantera vatten och förnödenheter.

### Jesuiter i Brasilien
År 1549 skickade kung João en jesuitisk mission under ledning av fader Manuel da Nóbrega för att kolonisera Brasilien och frälsa indianerna. Deras strategi var att skapa fred och underkuva ursprungsbefolkningen. Jesuiterna motsatte sig rekrytering till slavarbete och byggde skolor för indianerna. De första missionsskolorna etablerades i Salvador i Bahia och São Paulo i söder.

### Franska Antarktis
Frankrike hade också upptäckt Bresiljtimmer (Pau-Brasil) och planerade anlägga en koloni i Sydatlanten. Den 1 november 1555 seglade två galeoner med 600 man in i Guarabamabukten under befäl av amiral Nicolas Durand de Villegagnon. Ön Serigipe erövrades och ett fort byggdes. Kolonin benämndes Franska Antarktis och sträckte sig till Cabo Frio i nordost. Villegagnon var riddare av den katolska Malteserorden, men sympatiserade med hugenotter som förföljdes i hemlandet.
De första åren tog portugiserna ingen större notis om fransmännen. Villegagnon skickade då ett av sina fartyg med bud till den franske kungen och sin vän Gaspard de Coligny att fler kolonisatörer var välkomna. Kung Henri lät utrusta tre fartyg och de seglade till Franska Antarktis med utrustning och 300 nybyggare. Bland dem var Coligny och teologerna Pierre Richier, Guillaume Chartrier och 14 andra kalvinister.

#### Slaget om Serigipe
De franska nybyggarna byggde en fästning på ön Serigipe och anlade en by på fastlandet. Fästningen benämndes Fort Coligny och byn Henriville. Men detta kunde portugiserna inte acceptera. År 1558 anföll den portugisiske generalguvernören Mem de Sá de franska kolonisatörerna med 26 skepp och 2 000 soldater. 
Fader Nóbrega deltog i operationen och fick fransmännens allierade tapuia-indianerna att fly ut i djungeln. Byn Henriville brändes ner och öarna i bukten erövrades.

### São Sebastião do Rio de Janeiro
Franska kolonisatörer fortsatte att komma till den brasilianska kusten för att handla med det värdefulla Bresiljevirket. År 1564 bestämde sig guvernören i Bahia att driva ut alla fransmän i Guanabarabukten. Han begärde förstärkning med två galeoner hos kung João III som utnämnde sjökaptenen och riddaren Estácio de Sa till befälhavare över fartygen.
En stor eskader samlas i São Paulo och seglar sedan norrut och in i Guanabarabukten. Den 1 mars 1565 anlade Estácio de Sa i närvaro av fader Manuel da Nóbrega staden São Sebastião do Rio de Janeiro. Sebastian som en hyllning till den unge kungen i Portugal och Rio de Janeiro blir namnet på Guanabarabukten.

### Utforskning av inlandet

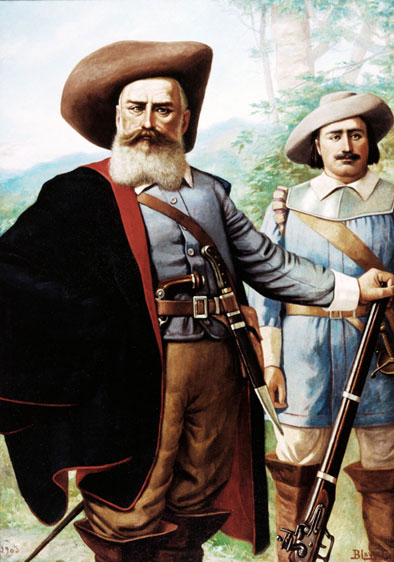
Domingos Jorge Velho, en känd bandeirante.

Under 1600-talet började portugisiska nybyggare tränga in i landet. De gjorde expeditioner in i landet för att befästa den Portugals makt. De kom att kallas bandeirantes, eftersom de förde med den portugisiska flaggan anlade befästningar.
Men de gjorde också slavräder för att få arbetskraft till plantager. Ofta klädde de ut sig till jesuiter för att få kontakt med indianerna. På dessa expeditioner in i landet upptäcktes värdefulla mineraler. Från 1693 blev det en guldrush in i Minas Gerais man fann både guld och ädelstenar.

## 1700-talet
Brasiliens ekonomiska tyngdpunkt började skifta från Bahia till Mina Gerais. Det innebar en kraftig ekonomisk utveckling av Rio de Janeiro, som blev Brasiliens viktigaste hamnstad. Men det drog också till sig andra europeiska kolonialmakter, särskilt franska korsarer.

### Slaget om Rio de Janeiro
På våren 1710 seglar en flotta om sex fartyg under befäl av den svarta sjökaptenen Jean-François Duclerc från Frankrike. I augusti anfaller de Rio de Janeiro. Men de portugisiska myndigheterna hade blivit förvarnade av England och försvarade framgångsrikt staden. Duclerc och sexhundra man tillfångatas. Duclerc avrättades den 18 mars 1711.

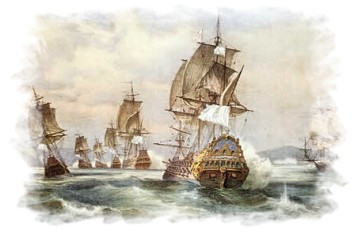
Duguay-Trouin 1711

I september 1711 närmade sig en fransk eskader under befäl av amiral René Duguay-Trouin Guarabanabukten. Staden Rio ansågs vara ointaglig, med fem fästningar och sju linjeskepp. Striden pågick i 11 dagar och Rio kapitulerade efter att ha förlorat fyra skepp. Efter att staden betalat en stor lösensumma för Rios guvernör, Castro Morais återvände amiral Duguay-Trouin med de överlevande fångarna från året innan.

### Rio de Janeiro blir huvudstad
År 1763 flyttar den koloniala regeringen från Salvador i delstaten Bahia till Rio de Janeiro. Portugals vicekung flyttar in i det nybyggda Paço Imperial.
Staden har också blivit Brasiliens viktigaste utförselhamn, mycket tack vare exporten ädelmetaller, kaffe och djurhudar från Minas Gerais. Handel med guld har förstatligats och skatten bär upp de portugisiska ekonomin.

### Revolt i Minas Gerais
På 1780-talet började guldet från Minas Gerais att sina. Portugal höjde då skatten på vanliga varor vilket blev kännbart för befolkningen och en proteströrelse började spridas i inlandet. Ledaren för denna rörelse var Joaquim José da Silva Xavier. Han hade arbetat i gruvor och på boskapsfarmer och öppnade en tandläkarpraktik. Alla kände honom som Tiradentes (tandutdragaren).

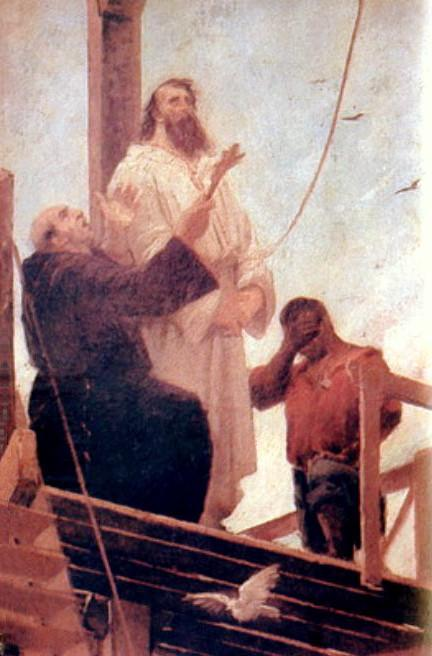
Figueiredo-MHN-Tiradentes

Tiradentes reste ofta utmed ”guldvägen”  till Rio. Han fick reda på att Englands kolonier i Nordamerika hade blivit självständiga och Frankrikes kung hade halshuggits. Tiradentes och hans kamrater började planera för revolt och utlysa en brasiliansk republik. Men när Tiradentes avslöjades flydde han till Rio.Han aresterades i maj 1789 och efter en lång rättegång dömdes han till döden. Tiradentes hängdes den 21 april 1792.
30 år senare förklarade den portugisiske kronprinsen Peter Brasilien som självständigt och utropade sig själv som kejsare av Brasilien.

## Kejsartiden

### Från koloni till kejsardöme
I Europa härjade Napoleon och i november 1807 invaderade den franske generalen Junot Portugal. Kungahuset och en stor del av regeringen lämnade Lissabon på flera skepp för att ta sig till Brasilien, eskorterade av den engelska flottan. Rio de Janeiro blev huvudstad för Portugal
Kungafamiljen som flyttade in i generalguvernörens palats, Paço Imperial, bestod bland andra av:
- Maria I, Portugals drottning som på grund av sjukdom lämnat över regentskapet till:
  - Johan VI född 1767, regent 1792 till 1822.
- Kronprins Peter, född 1798.
- Prins Mikael, född 1802.

Under åren i Rio de Janeiro skapade kungen flera institutioner för att underlätta för handel och förvaltning av landet:
- Skolor för läkarutbildning
- Konstakademi
- Militärakademi
- Operahus
- Banco do Brasil
- Tillstånd att trycka tidningar och böcker

Av detta följde en kraftigt ökande immigration och Rio de Janeiro blev ett av de större ekonomiska centra i den Nya Världen.

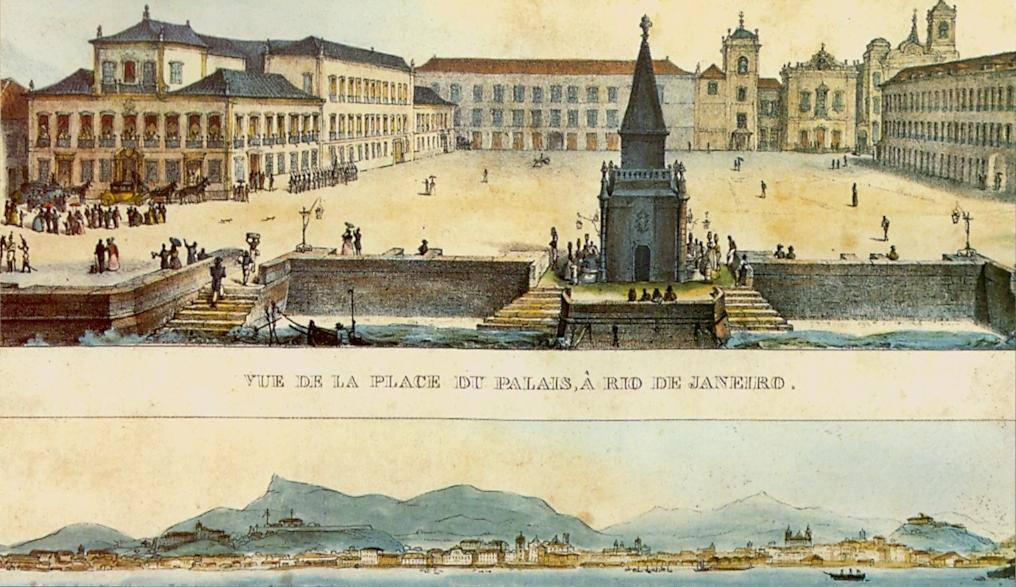
Paço Imperial 1830.

År 1815 efter Napoleons nederlag vid slaget vid Waterloo, skapade Johan VI det Förenade kungariket Portugal, Brasilien och Algarve, som kom att vara till 1825. Hans mor Maria I dog 1816, efter att ha tillbringat sina sista år på ett karmelitkloster som låg alldeles intill Paço Imperial.
År 1820 utbröt en revolution i staden Porto i norra Portugal under ledning av José da Silva Carvalho. Revolutionen riktade sig mot den engelske guvernören i Portugal. Följden blev att Cortes (riksdagen) begärde att kung Johan VI och hans hov skulle återvända till Lissabon, vilket skedde i juli följande år. Kronprins Peter som hade vuxit upp i Rio de Janeiro stannade kvar som kung Johans regent i Brasilien, vilket Cortes i Lissabon inte accepterade. Peter förklarade då Brasilien självständigt i september 1822 och utropade sig till kejsare.
England erkände det självständiga Brasilien, men det dröjde ända till 1825 innan Portugal gjorde detsamma. Därmed upphörde kungariket Portugal, Brasilien och Algarve.

### Peter I

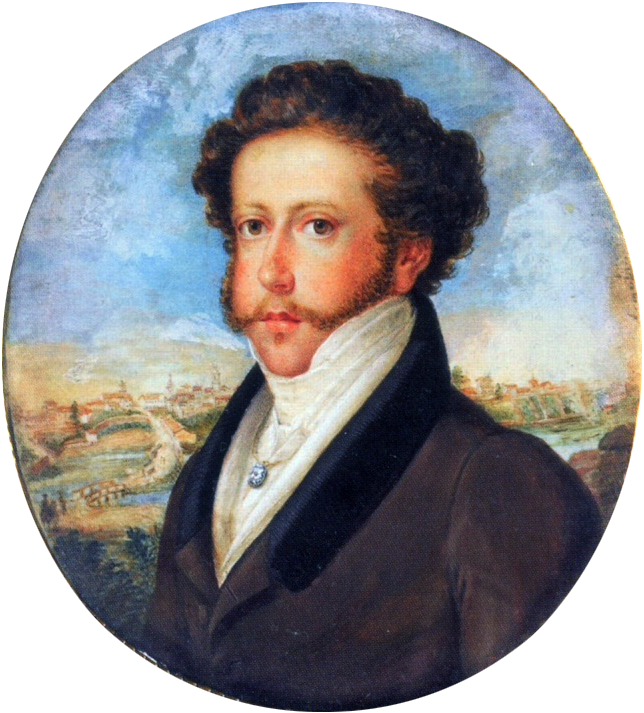
Emperor Dom Pedro I 1822

Den första uppgiften för den unge kejsaren var att ta fram en författning för Brasilien. Författningen kunde antas 1824 av den nya Nationalkongressen. Till skillnad från andra latinamerikanska författningar hade Pedro föreslagit att statsöverhuvudet skulle ha en modererande funktion för att lösa eventuella konflikter, till exempel mellan konservativa och liberaler.
År 1826 dog kung Johan VI i Lissabon och tronföljare var Peters dotter Maria. Men det blev en maktkamp mellan hennes anhängare och hennes farbror Mikael. Fem år senare abdikerade Peter I och utsåg sin sexårige son till kejsare. En förmyndarregering verkade tills Peter II fyllde 15 år 1840. 
Peter reste till Portugal med sin dotter och landsteg med en armé i Porto. Han tog upp kampen med sin konservative bror, som hade utropat sig till kung av Portugal. År 1832 tillintetgjordes Mikaels flotta vid ett sjöslag utanför Azorerna och Maria II, född i Rio de Janeiro blev drottning i Portugal. Peter dog 1834 i Lissabon.

### Peter II
Peter blev tidigt föräldralös, hans mor dog 1829 när han var fyra år och två år senars abdikerade hans far för att resa och till Portugal och säkra att Peters syster Maria skulle bli drottning av Portugal. Unge Peter fick den bästa undervisning som stod att få, hans lärare var José Bonifácio de Andrada och hans guvernanter var Mariana de Verna, blev som en mor för lille Peter och Rafael, en afro-brasiliansk krigsveteran.
José de Andrada var 68 år när han anställdes vid hovet i Plaça Imperial. Han var geolog, författare och poet med demokratiska idéer. Han hade vistats en tid i Sverige och var den som upptäckte litiumhaltigt mineral på Utö i Stockholms södra skärgård. För detta blev han medlem i KVA den Kungliga Vetenskapsakademin.

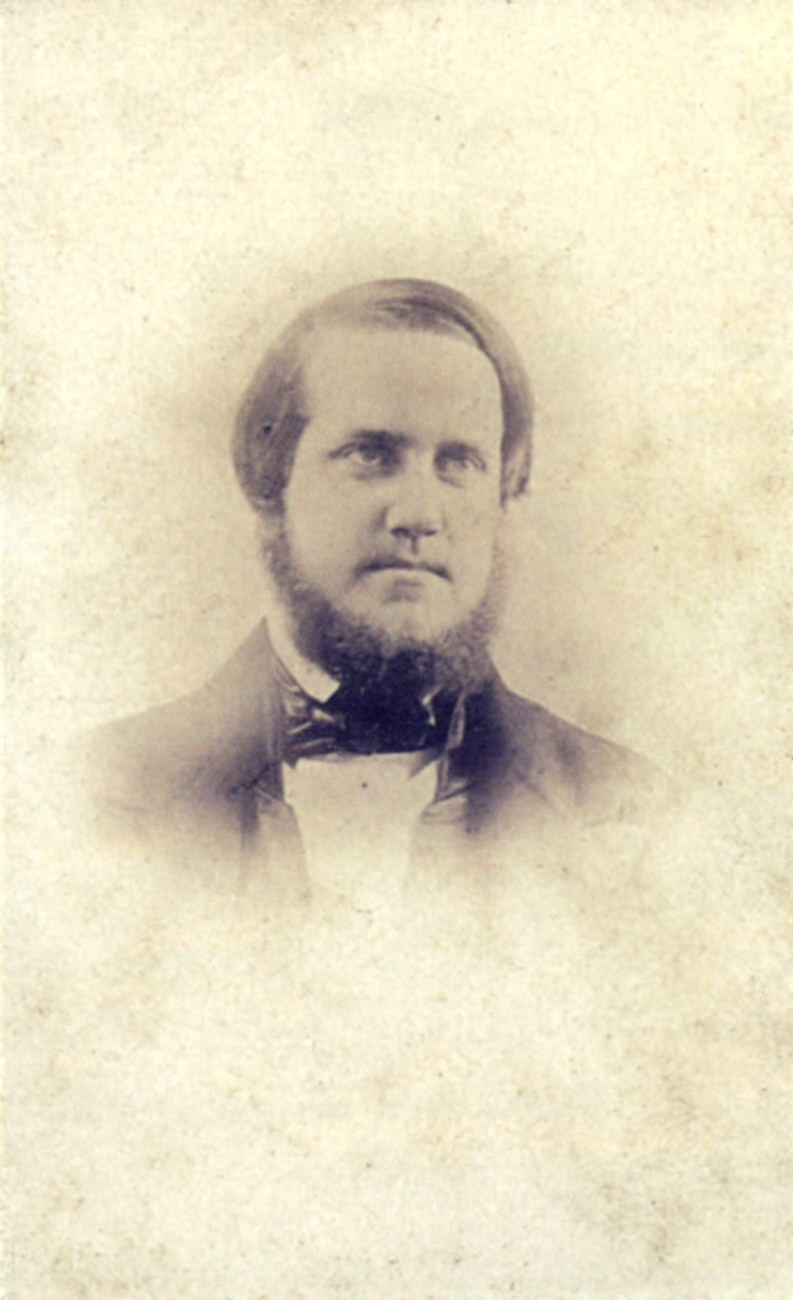
Pedro II vid 22 års ålder c.1848.

Det blev oroliga tider på 1830-talet, många motsatte sig att det nya landet skulle styras av en kejsare. Godsägare och den portugisiska eliten var konservativa och motsatte sig nya liberala idéer. I flera delstater blev det uppror, Rio Grande do Sul år 1835, Maranhão 1839 och São Paulo och Minas Gerais 1842.

#### Peter II tar ledningen
För att försöka få ordning i landet beslutade parlamentet att myndigförklara Peter vid 15 års ålder. 1841 kröntes han till Peter II kejsare av Brasilien. Han visade sig kraftfull och lyckades hantera landets svåra inrikespolitiska problem. Parlamentsledamoten i provinsen Rio de Janeiro, José da Silva Paranhos blev ett stort stöd för den oerfarne kejsaren. Peter navigerade skickligt mellan konservativa och liberala grupper. Uppror i olika delar av landet avtog.

#### Slaveriets avskaffande

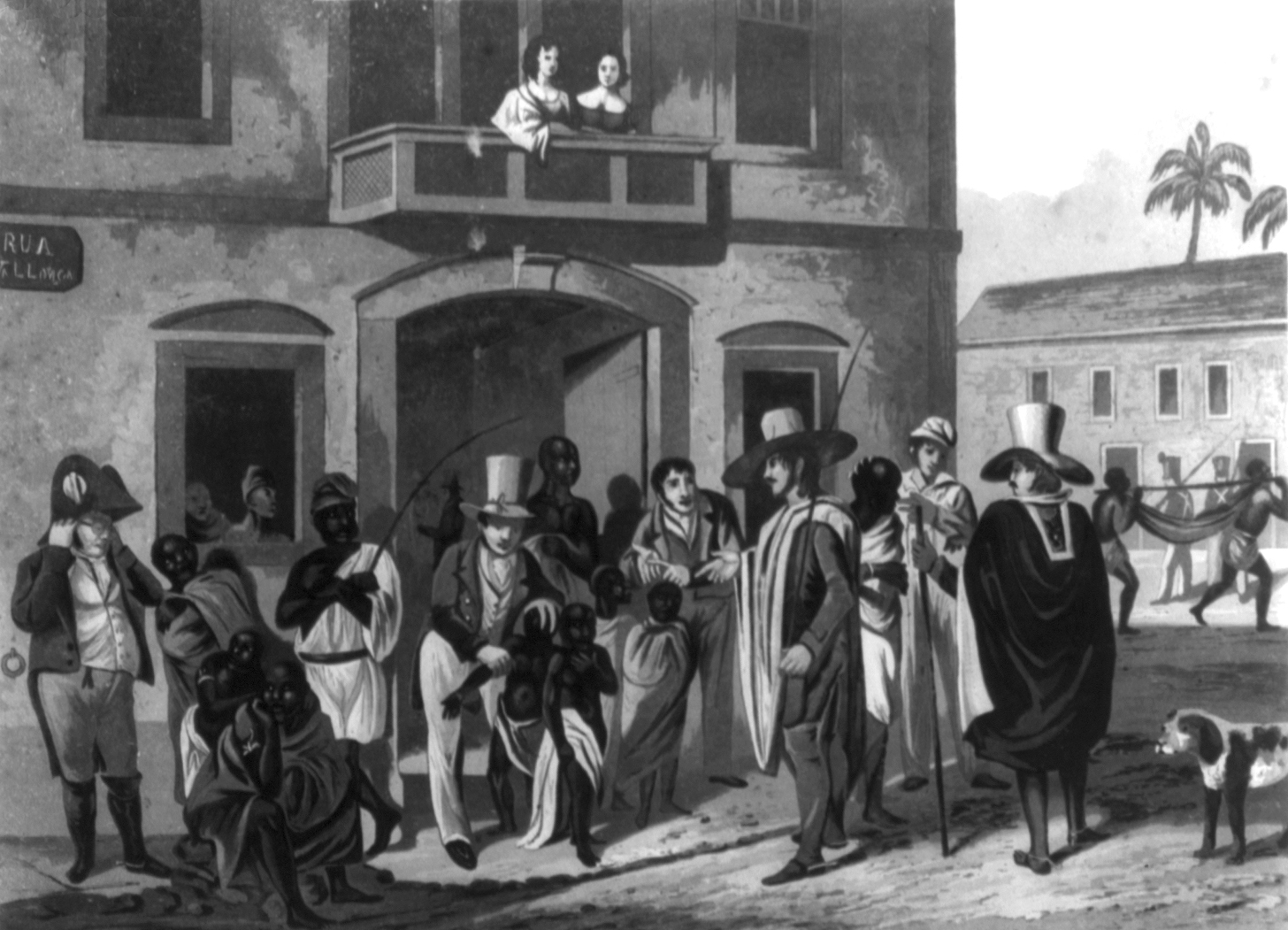
Slavmarknad i Rio de Janeiro 1824

Under kolonialtiden kom närmare 4 miljoner slavar till Brasilien, de flesta från Angola. De fördes till slavmarknaderna i Salvador, Recife och Rio de Janeiro. Från dessa importhamnar fördes de vidare till plantager och gruvor i Minas Gerais. År 1819 fanns det 145 000 slavar i provinsen Rio de Janeiro.
I England förbjöds all slavhandel i början av 1807. Det medförde att trafiken med slavar från Afrika över Atlanten minskade kraftigt, men Portugal och Frankrike fortsatte. USA och Nederländerna förbjöd slavhandel 1814. Frankrike stoppade handel med slavar till de egna kolonierna.  Det självständiga Brasilien var mycket beroende av England och ett avtal slöts 1826 om att slavhandlare hade tre år på sig att avsluta sina affärer. Men det hade ingen större effekt på tillförseln av slavar till Brasilien, trots att både portugisiska och engelska flottan uppbringade ett tiotal slavskepp om året. År 1845 var befolkningen i Brasilien mellan 7 och 8 miljoner, och av dessa var 5 miljoner slavar. Pedro II var motståndare till slaveriet men storgodsägarna var beroende av billig arbetskraft. Ändå lyckades kejsaren genomdriva Queiroz-lagen, vilket innebar att all slavhandel förbjöds. Detta innebar också ett oväntat uppsving av Brasiliens ekonomi. Kejsaren instiftade en fond med syfte att köpa ut slavar så att de blev fria. År 1871 kom lagen som gjorde att barn födda av slavkvinnor skulle vara fria.
Men inte förrän 1888 förbjöds slaveriet helt. Kejsaren var då på resa i Europa och det var hans dotter Isabella som skrev under den Gyllene lagen.

### Teknik och kommunikationer
Under kejsartiden utvecklades kommunikationer till lands och till sjöss. Redan 1819 kom den första ångbåten till Bahia. 1835 kunde man färdas med ångbåt mellan Rio de Janeiro och Niteroí på andra sidan bukten. År 1839 öppnade en ångbåtslinje mellan de nordliga provinserna och huvudstaden. 1851 startade en atlantlinje till Europa, ”Royal English Mail Line”. Denna trafik med järnfartyg och ångmaskiner krävde nya yrkesmän. I Rio de Janeiro öppnades 1857 en yrkesskola ”Companhia de Aprendizes Menores”. Fattiga ungdomar rekryterades och fick en gedigen teknisk utbildning. Snart kunde utländska maskinister ersättas med inhemsk personal.
Kollektivtrafik började med hästdragna bussar 1838, med linjer till São Cristóvão, Engenho Velho och Botafogo. Eldrivna spårvagnar infördes 1905 med en linje på Carioca-akvedukten till förorten Santa Teresa i bergen.
Telegrafi infördes redan 1852, den första linjen från kejsarpalatset São Cristóvão till militärförläggningen vid Campo de Santana. Telefoni kom 1877.
Den första järnvägslinjen byggdes två år senare. Det första ångloket var ”Baroneza” och linjen gick från hamnen Mauá i Guanabarabukten till kejsarens sommarresidens i Petrópolis. Järnvägen blev mycket viktig för utvecklingen av inlandet. Rio de Janeiros centralstation öppnade 1858 och samtidigt öppnade en ny till Nova Iguaçu, nordväst om Rio.
Marinen köpte sin första ångfregatt från England 1852 och därefter gick övergången från segel till ånga fort.

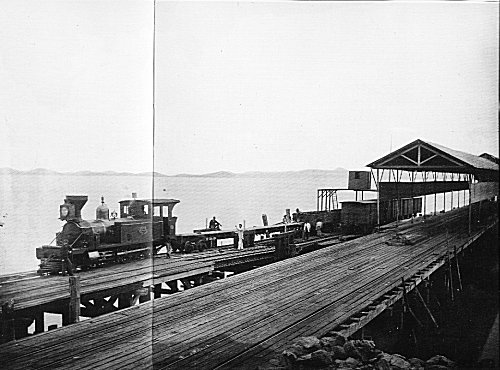
Hamnen Mauá I Guanabarabukten
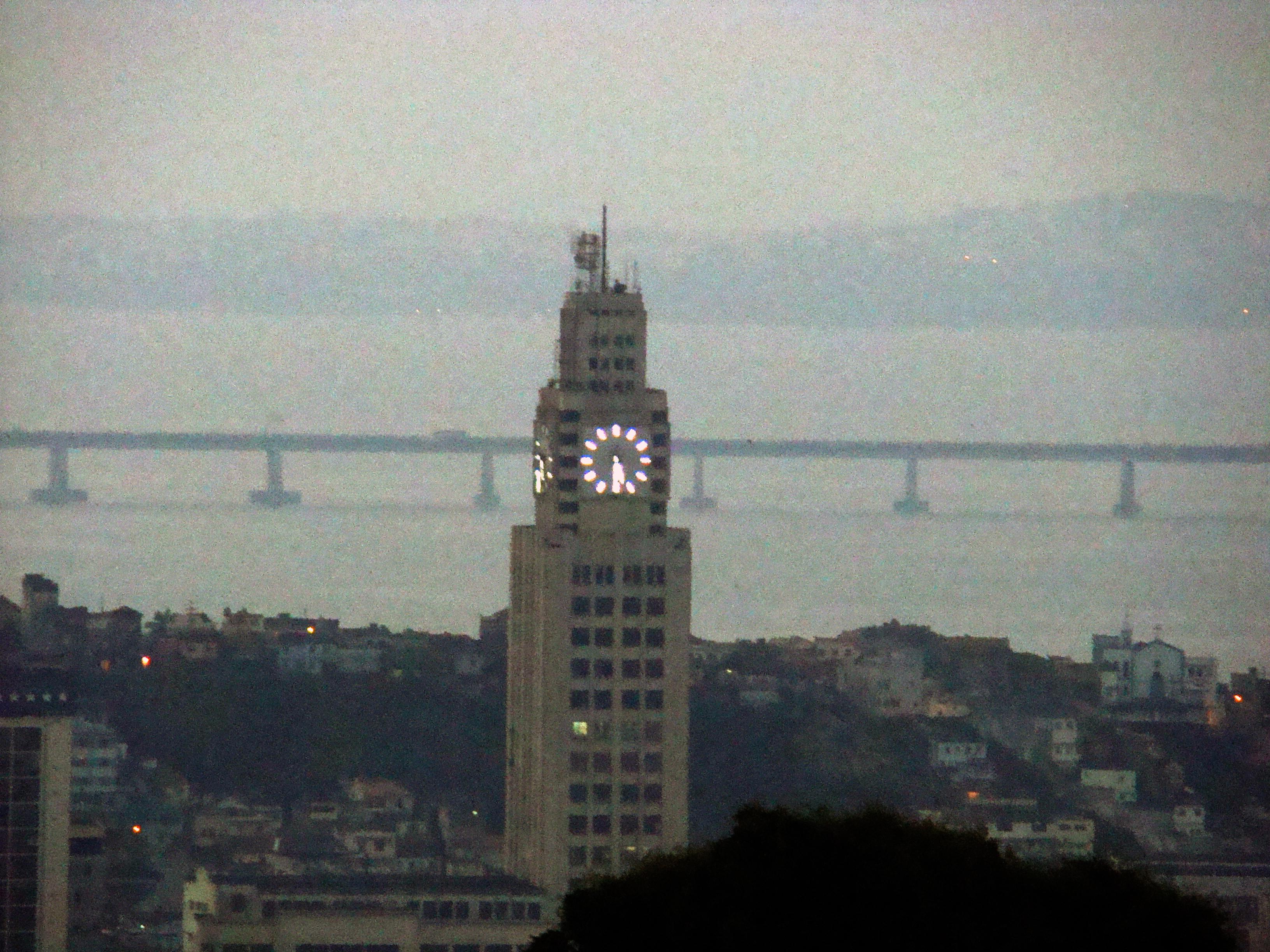
Rio de Janeiros centralstation
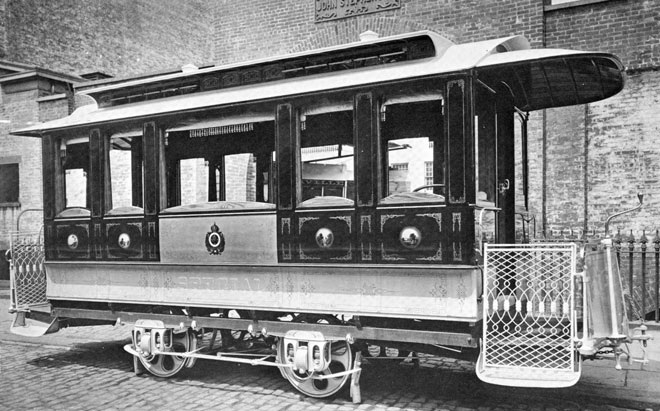
Kejsarens privata spårvagn, 1878
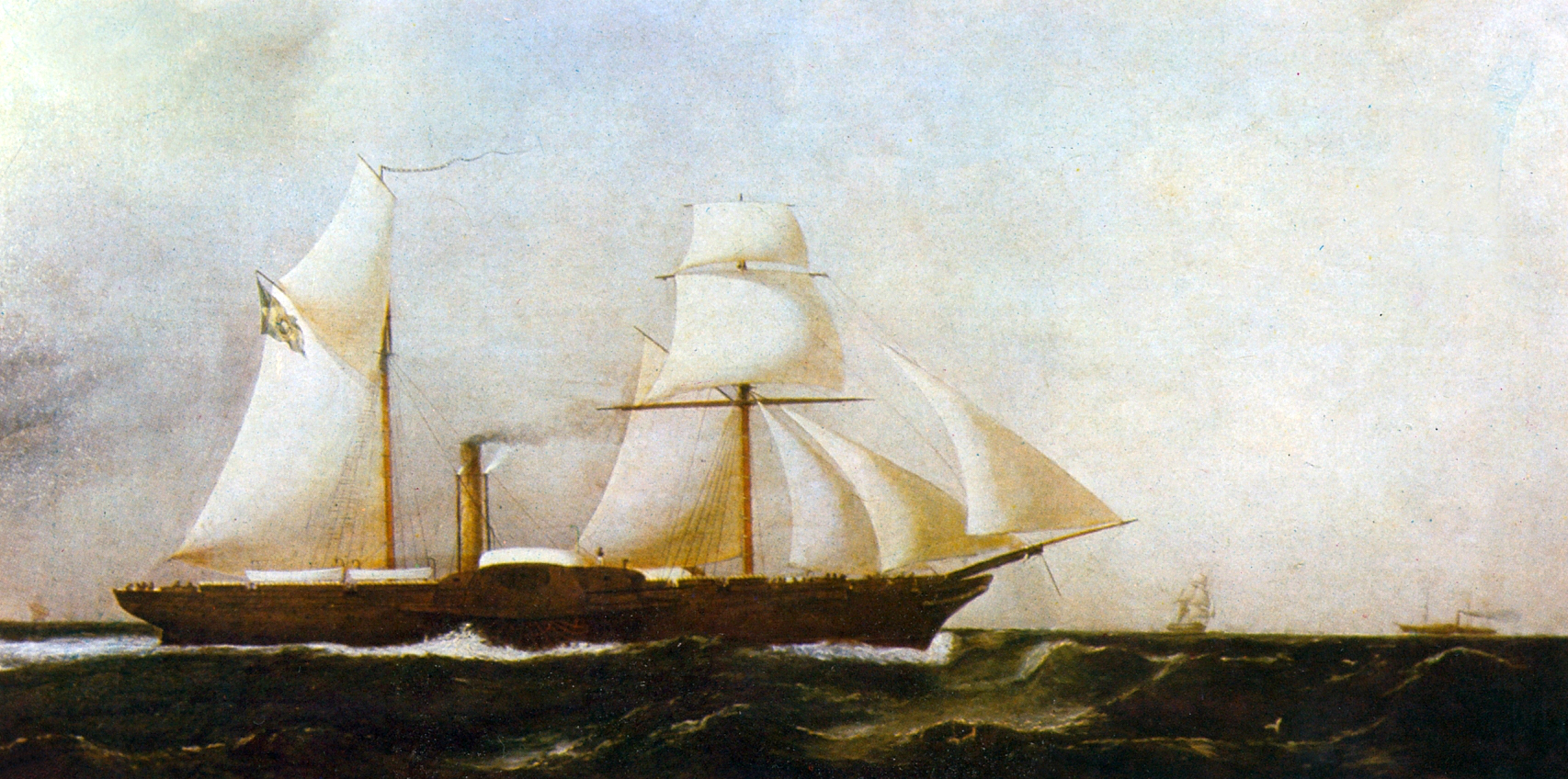
Ångkorvetten Dom Alfonso, 1850

### Statskupp i Rio
När den Gyllene lagen antogs i parlamentet i maj 1888 blev Brasilien ännu mera polariserat. Armén under ledning av marskalk Deodoro da Fonseca genomförde den 15 november 1889 en militärkupp, avsatte kejsaren och utropade den Federala republiken Brasilien.

#### Bakgrund
Katolska kyrkan i Brasilien var underställd Kejsaren, men kejsaren kunde inte utfärda regler för kyrkan utan särskilt uppdrag från Vatikanen. Under 1870-talet spred sig en ultrakonservativ rörelse i Brasilien. Två biskopar fattade 1875 ett beslut att förbjuda präster att praktisera frimurare, utan att invänta kejsarens beslut. De dömdes till fängelse och straffarbete. Denna fråga löstes efterhand, men den brasilianska kyrkans lojalitet för kejsaren minskade.

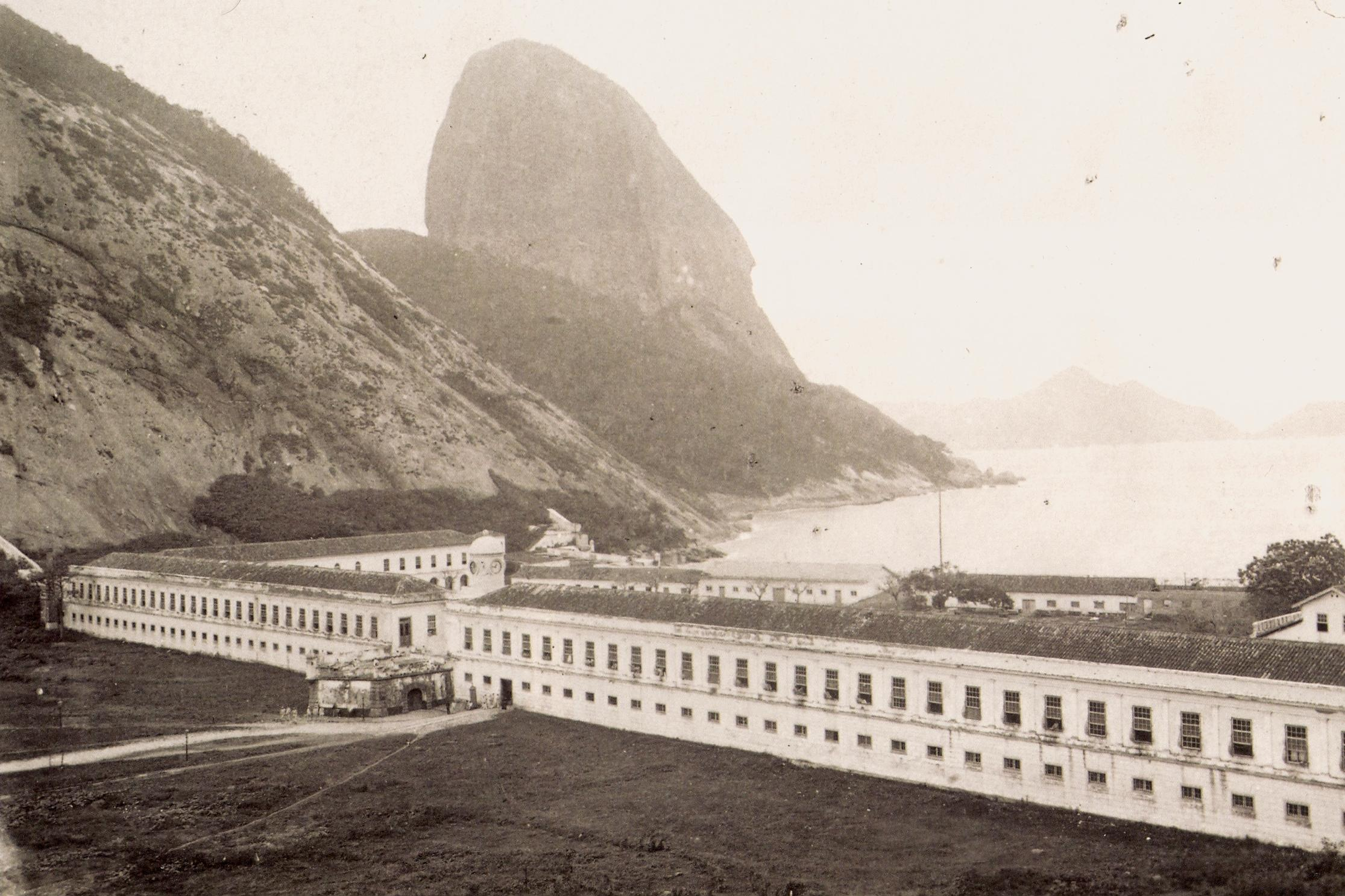
Militärakademin 1888

Även inom armén växte missnöjet. Regeringen drog ner på resurser till armén efter Trippelallianskriget och lönerna var låga. Vid Miitärakademin i Rio undervisade en krigsveteran, Benjamin Constant bland annat om positivism och nya liberala idéer från Europa. Constant och Deodoro da Fonseca startade 1887 Militärklubben och spred därmed republikanska idéer till yngre officerare.
I Brasilien utvecklades på 1800-talet en storgodskultur, så kallade Fazendas. Jordägande gynnades av staten som delade ut indianernas mark till privatpersoner som belöning för tjänster i krig och upplopp. Dessa storgods hade tillgång till billig arbetskraft i form av slavar och därför fanns det inget behov att modernisera jordbruket. När marken blev näringsfattig, flyttade man produktionen till nya områden När den Gyllene lagen kom 1888 blev det ett dråpslag mot storgodsägarna i söder. Kaffeodlare i staterna São Paulo och Minas Gerais hade förberett denna händelse och börjat importera billig arbetskraft från Europa.

#### 15 november 1889
Republikanerna ville ha revolution och den 15 november omringades kejsarpalatset och regeringsbyggnaderna i Rio de Janeiro. Arméchefen marskalk Deodoro da Fonseca konstituerade den federal republiken med sig själv som president. Ingen skadades i militärkuppen och utomstående förstod inte vad som hänt förrän da Fonseca utropade den Federala republiken Brasilien och att den kejserliga dynastin hade upphört. 
Peter II, som var sjuk och trött, kommenterade:
| ”                               | Om det är så, kan jag gå i pension. Jag har arbetat hårt och är trött. Nu kan jag gå till vila. | „ |
| – Peter II den 15 november 1889 |                                                                                                 |   |

Peter II med hela sin familj lämnade Rio de Janeiro och reste till Lissabon den 17 november. Hans gemål Dona Teresa Cristina dog den 28 december samma år. Dom Pedro de Alcântara dog i Paris den 5 december 1891.

## Republiken

### Gamla republiken
President Fonseca tillsatte en provisorisk regering med Benjamin Constant som krigsminister, Ruy Barbosa som finansminister och Manuel Ferraz de Campos Sales som justitieminister. Till marinminister utsågs amiralen Eduardo Wandenkolk. Den nya regeringen vägrade ge Fazendaägarna kompensation för att de tvingats frige sina slavar. Vidare separerades den Katolska kyrkan från staten och adelstitlar avskaffades. Landets provinser blev delstater i republiken.
Den 24 februari 1891 blev den nya författningen klar och den definierade Brasilien som en federal republik med en tvåkammarkongress. Dagen efter valdes Fonseca till president och Floriano Peixote till vicepresident. Constant hade dött en månad tidigare och ersattes av amiral Custódio José de Mello som sjö- och krigsminister. Den åldrade presidenten Fonseca hade svårt att dela makten, upplöste kongressen och införde undantagstillstånd den 3 november 1891. 
De flesta delstatsguvernörer stödde kuppen utom i söder där Rio Grande do Sul och São Paulo protesterade. Den brasilianska flottan låg på redden i Rio de Janeiro och hotade staden om man inte följde konstitutionen. Fonseca tvingades avgå för att inte utlösa ett inbördeskrig. Vicepresidenten Peixoto tog över makten och förklarade att parlamentet aldrig upplösts.
En av dennes första åtgärder var att skaffa en regeringsflotta. Han gav uppdraget till Brasiliens ambassadör i USA som tillsammans med affärsmannen Charles Flint i New York lyckades köpa ett antal örlogsfartyg med amerikanska besättningar. Nästa åtgärd blev att avsätta den kontroversiella chefen för den brasilianska flottan, amiral de Mello, med en lojal officer. Det blev hans gamle vän, amiralen Netto.
Men den avsatte amiralen tog sig ut till befälsfartyget Aquidabán och förklarade sig vara "Brasiliens befriare". Maktkampen mellan Peixoto och rebelledaren Mello hade därmed inletts.

#### Rebellflottan

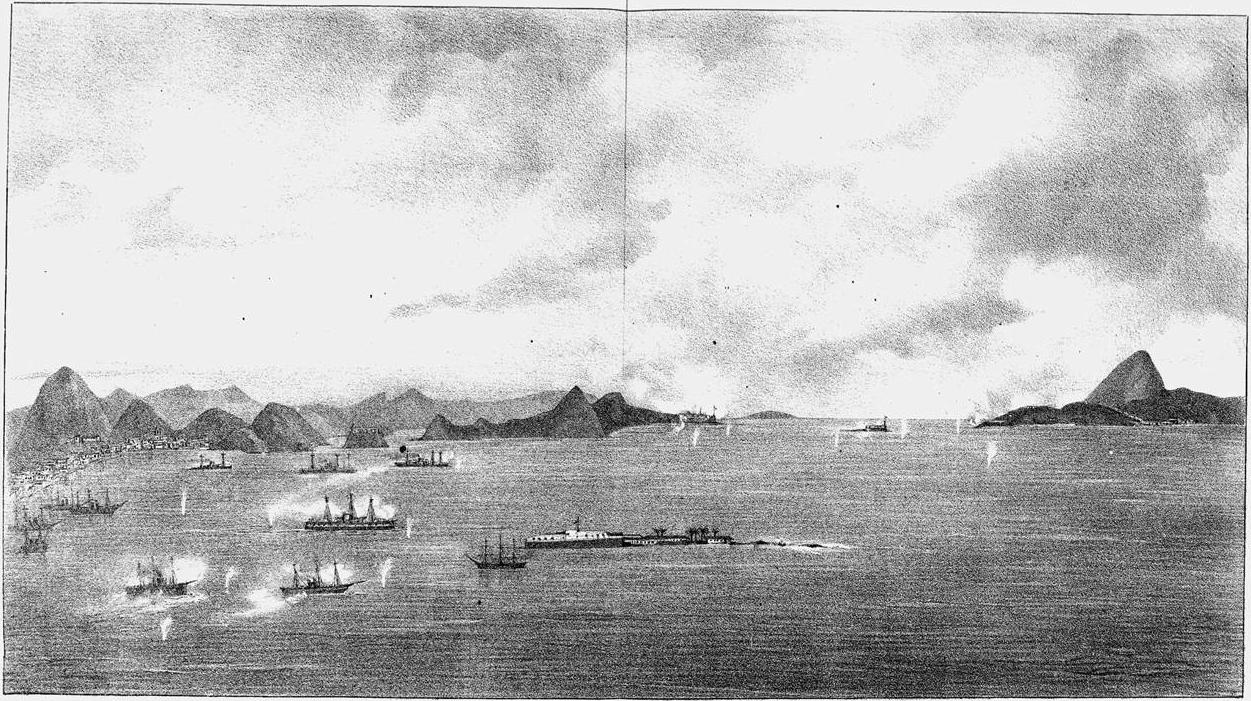
Guanabarabukten den 13 september 1893, striden mellan Rios fort och rebellflottan.

I mars 1892 skrev 13 generaler och amiraler ett brev till Peixoto och begärde att nyval till presidentämbetet skulle hållas enligt den nya konstitutionen. Ledarna för manifestet arresterades och Wandenkolk skickades till ett fängelse i delstaten Amazonas.
Den 6 september startade Rebellflottans uppror i hemmahamnen Rio de Janeiro under ledning av amiral Mello. Samtidigt närmade sig regeringsflottan med Hermes da Fonsecas som eskaderchef. En vecka senare gav presidenten order att alla befästningar i Guanabarabukten skulle bombardera rebellernas fartyg och deras fäste på ön Ilha de Villegagnon. Rebellflottans flaggskepp skadades men lyckades komma undan.
Rebellflottans fartyg gick söderut för att stödja en separatiströrelse i Rio Grande do Sul. Till ny bas valde amiral Mello ön Santa Catarina. Den 17 april 1894 anlände några fartyg ur regeringsflottan bland andra jagaren Gustavo Sampaio. Fartyget var utrustad med det nya torpedvapnet och vapenchefen Nils Fock avfyrade en torped som träffade Aquidabã på babords bog. Pansarkryssaren sjönk på grunt vatten och det blev slutet för Rebellflottans revolt.
Custódio de Mello flydde till Uruguay, men lyckades få amnesti efter några år och blev parlamentsledamot i Rio de Janeiro. President Peixoto dog och efterträddes av Prudente de Morais som flyttade in i Itamaraty Palace i Rio de Janeiro hösten 1894. Amiral Wandenkolk blev 1902 chef för Marinens generalstab med säte på ön Ilha das Cobras i Guanabarabukten. Hermes da Fonseca blev marskalk och stoppade en ny revolt i Rio de Janeiro 1904.

### Kaffeoligarkin
Kaffe odlades i delstaterna São Paulo, södra Minas Gerais och västra Rio de Janeiro och utgjorde i början på 1900-talet hälften av Brasiliens export. Val till president och Nationalkongressen skedde vart fjärde år, men då det krävdes läskunnighet och en viss inkomstnivå var det bara 1 % av befolkningen som var röstberättigade. I praktiken blev det så att Brasiliens presidenter kom från São Paulo och Minas Gerais. Prudente de Morais kom från São Paulo-eliten och skapade en balans mellan centrum och de federala delstaterna. Makt delegerades till delstatsguvernörer och militären fick mindre inflytande över politiken.

#### Presidenter under gamla republiken
Tre militärer och nio civila med tidigare offentlig tjänst. 
1. Deodoro da Fonseca, 1889-1891, marskalk, president i Rio Grande do Sul
2. Floriano Peixoto, 1891-1894, marskalk, vicepresident
3. Prudente de Morais, 1894-1898, senator från São Paulo
4. Campos Sales, 1898-1902, guvernör i São Paulo
5. Rodrigues Alves, 1902-1906, guvernör i São Paulo
6. Afonso Pena, 1906-1909, Minas Gerais, vicepresident
7. Nilo Peçanha, 1909-1910, vicepresident
8. Hermes da Fonseca, 1910-1914, marskalk, Militära överdomstolen
9. Venceslau Brás, 1914-1918, Minas Gerais, vicepresident
10. Delfim Moreira, 1918-1919, guvernör Minas Gerais
11. Epitácio Pessoa, 1819-1922, senator Paraíba
12. Arthur Bernardes, 1922-1926, guvernör Minas Gerais
13. Washington Luís, 1926-1930, senator São Paulo

### Vaccineringsrevolten

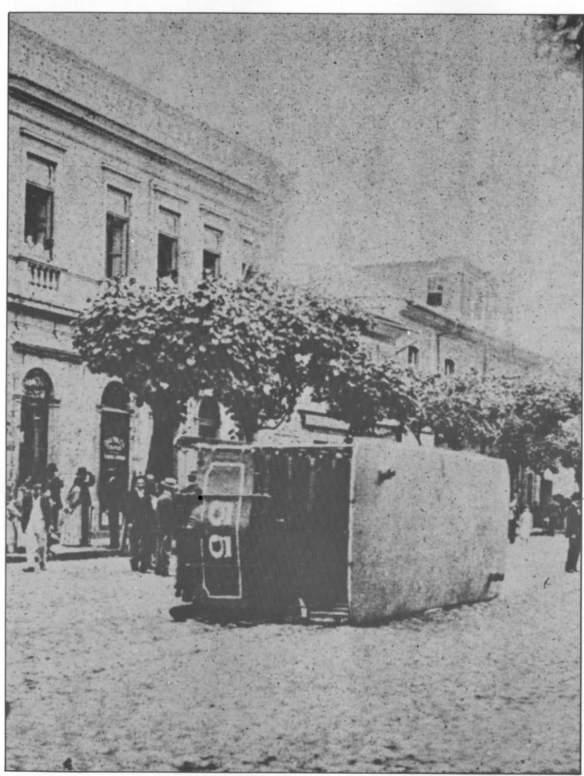
En buss som välts under revolten.

Obligatorisk vaccinering mot smittkoppor mötte ofta stort motstånd hos allmänheten, bland annat i Montreal, Berlin och Leicestershire i England. År 1902 bestämde Brasiliens president Rodrigues Alves att de sanitära förhållandena i huvudstaden måste förbättras. Borgmästaren satte upp Döda malaria-brigads bestående av renhållningsarbetare som kunde gå in i hem för att bespruta myggor med mera. Den 31 oktober 1904 godkände Nationalkongressen Lagen om obligatorisk vaccinering och att polis och sjukvårdspersonal fick rätt att gå in i alla hem och utföra vaccineringen.
Mellan den 10 och 16 november blev staden ett slagfält. Upprörda invånare kastade sten på stadens borgmästarens brigader och sjukvårdspersonal, affärer plundrades och bussar vältes eller sattes i brand. Regeringen avbröt den obligatoriska vaccineringen och förklarade undantagstillstånd i staden. 30 människor hade dödats, 110 skadats och hundratals arresterades och skickade till territoriet Acre i Amazonområdet på gränsen till Peru.
När regeringen fått kontroll kunde vaccineringen återupptas och smittkoppor blev efter några år utrotad i staden.

### Från stad till metropol
På 1900-talet ökade Rio de Janeiros befolkning kraftigt. Invandring från Europa begränsades inte längre och sanitära förhållanden hade förbättrats. En våg av italienare, tyskar och portugiser anlände till Rio varav de flesta drog vidare till inlandet där de kunde få arbete på fazendas. Även svenskar sökte sig till Brasilien, särskilt efter den misslyckade storstrejken i Sverige 1909.
År 1922 var folkmängden i Rio de Janeiro 1 130 000. Staden genomgick en dramatisk förändring, gamla hus och gator revs för att ge plats åt ståtliga byggnader, parker och avenyer. År 1904 flyttades 3 900 människor, och 590 byggnader revs för att ge plats för Avenida Central. 

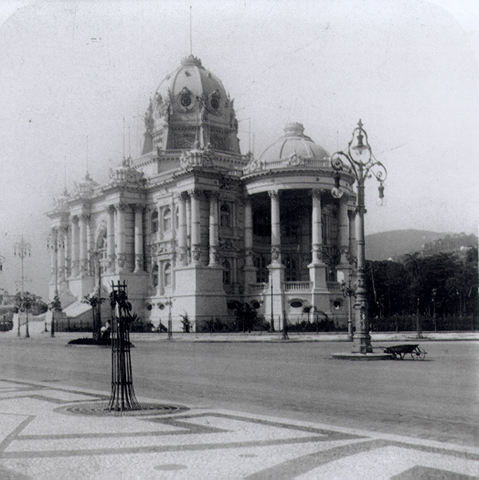
Palácio Monroe, ca. 1908

Brasilien deltog i världsutställningen i Saint Louis 1904 i USA. Efter utställningen demonterades paviljongen och fraktades till Rio de Janeiro, där den byggdes upp. Palácio Monroe och blev klar till den tredje Panamerikanska konferensen juli-augusti 1906. 1926 invigdes Palacio Tiradentes, hemvist för den lagstiftande församlingen i Rio de Janeiro.

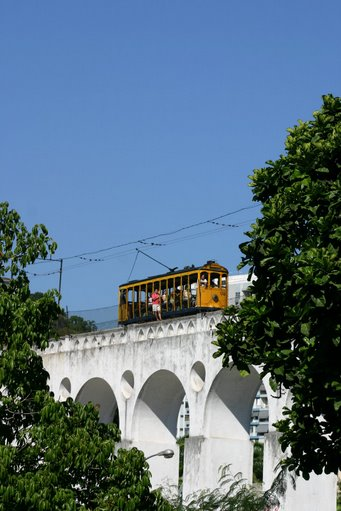
Spårvagn på Carioca-akvedukten

Den första spårvagnslinjen som elektrifierades gick från centrum och västerut till förorten Santa Teresa uppe i bergen. Linjen byggdes på Carioca-akvedukten som inte längre behövdes för stadens vattenförsörjning. Från 1905 byggdes spårvägslinjer ut till förorterna São Cristovão, Botafogo och nya förorter i norr, väster och söder.
1912 invigdes den första allmänna flygplatsen på Campo Alfonso 18 km väster om centrum. Den nya vapengrenen flygvapnet grundades 1918.  Rio de Janeiros hamn byggdes ut norr om stadens centrum. På ön Ilha das Cobras moderniserades den gamla örlogsbasen och andra marina institutioner tillkom. Copacabanafortet började byggas 1908 och stod färdigt 1914.

#### Kultur
Mellan 1905 och 1909 byggdes stadsteatern vid Avenida Central. Både avenyn och teatern inspirerades av Belle époque i Paris. De främsta brasilianska konstnärerna, såsom Eliseu Visconti, anlitades för utsmyckning av interiören.
1914 invigdes fotbollsstadion Laranjeiras. Rio de Janeiro vann invigningsmatchen som spelades mot staden Exeter i England. Stadion byggdes ut inför Sydamerikanska mästerskapet i fotboll 1919, där Brasilien vann.
1926 byggdes en hippodrom för hästsport i Gávea i söder om centrum.

### Löjtnantsrevolten
Missnöjet inom armén fortsatte även under republiken. Lönerna var fortfarande låga, och det politiska inflytandet hade minskat helt under oligarkernas styre. Under vaccineringsrevolten hade kadetter vid militärakademin sympatiserat med folket mot regeringen. Regeringen svarade med att stänga akademin som fortfarande var influerad av Constants liberalism.

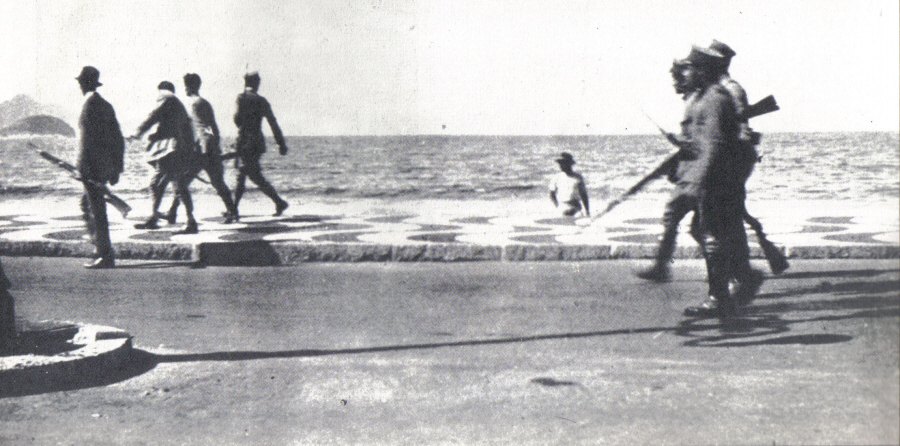
6 juli 1922: De '18 från Copacabana Fort' på väg att konfrontera äldre armébefäl.

På tjugotalet började de yngre officerarna samarbeta med andra grupper med målet att modernisera landet, införa minimilön och jordreform. Den 6 juli 1922 inträffade den första revolten då löjtnanterna vid Copacabana lämnade fortet i protest mot högre befäl och regeringen i den gamla republiken. 
Två år senare följde en ny revolt i Rio Grande do Sul. Både militären och det nybildade kommunistpartiet med partiledaren Luis Carlos Prestes protesterade mot dåliga arbetsvillkor och krävde att en kandidat från den Liberala alliansen skulle få ställa upp i presidentvalet. Oligarkerna i São Paulo och Rio de Janeiro nonchalerade protesterna och valde 1926 guvernören i São Paulo, Washington Luís till president.

### Slutet på den gamla republiken
I oktober 1929 kollapsade börsen i New York, vilket ledde till en ekonomisk katastrof för Brasilien. Kaffeexporten stod för mer än 50 % av landets inkomster och på tre år sjönk kaffepriset till en tredjedel. Detta påverkade presidentvalet som började i mars 1930. Washington Luís hade utsett ännu en guvernör från São Paulo, Julio Prestes, till presidentkandidat. Både Minas Gerais och mindre delstater satsade på guvernören i Rio Grande do Sul, Getúlio Vargas, som tillhörde Liberala alliansen. Vargas vann valet, men fem månader senare mördades vicepresidenten.
Getúlio Vargas tillträdde presidentämbetet den 15 november 1930. Efter två presidentperioder omvandlade han den gamla republiken till en diktatur. Vargas styrde Brasilien till 1945.
Rio de Janeiros folkmängd hade då stigit till cirka 1 750 000.

## Efter 1960
1960 förlorade Rio de Janeiro sin roll som Brasiliens huvudstad till det nybyggda Brasília.
Rio de Janeiro och stadsregionen runtom har under efterkrigstiden fortsatt att växa, liksom storleken på Rios kåkstäder. Rollen som landets största stad och ekonomiska centrum har dock tagits över av São Paulo (som största stad sedan 1960), men Rio har behållit rollen som turistmagnet.
1950 spelades VM-finalen i fotboll i staden, liksom även finalen i fotbolls-VM 2014. 2016 var Rio de Janeiro värd för Sydamerikas första olympiska spel.